# Don't Tell a Soul
Don't Tell a Soul é o sétimo álbum de estúdio da banda The Replacements, lançado em 1990 pela Sire Records/Reprise Records.
| Críticas profissionais                                                      | Críticas profissionais |
| Avaliações da crítica                                                       | Avaliações da crítica  |
| Fonte                                                                       | Avaliação              |
| --------------------------------------------------------------------------- | ---------------------- |
| allmusic                                                                    | [ 2 ]                  |
| Esta tabela precisa de ser acompanhada por texto em prosa. Consulte o guia. |                        |

## Faixas
Todas as músicas escritas por Paul Westerberg, exceto as indicadas.
1. "Talent Show" – 3:32
2. "Back to Back" – 3:22
3. "We'll Inherit the Earth" – 4:22
4. "Achin' to Be" – 3:42
5. "They're Blind" – 4:37
6. "Anywhere's Better Than Here" – 2:49
7. "Asking Me Lies" – 3:40
8. "I'll Be You" – 3:27
9. "I Won't" – 2:43
10. "Rock 'n' Roll Ghost" – 3:23
11. "Darlin' One" (Westerberg/Stinson/Dunlap/Mars) – 3:39

Faixas bônus da reedição de 2008 (CD)
1. "Portland" - 4:28
2. "Wake Up" - 2:13
3. "Talent Show" (Demo Version) - 2:54
4. "We'll Inherit the Earth" (Mix 1) – 4:02
5. "Date to Church" (com Tom Waits) - 3:49
6. "We Know the Night" - 3:28
7. "Gudbuy t' Jane" (Noddy Holder/Jim Lea) - 4:09

- Faixas 12 e 13 originalmente lançadas em All for Nothing/Nothing for All.
- Faixas 14 e 15 são demos de estúdio.
- Faixas 16 originalmente lançada como um B-side de "I'll Be You".
- Faixas 17 e 18 são gravações outtakes.

## Créditos
- Tommy Stinson – baixo
- Chris Mars – bateria, percussão
- Slim Dunlap – guitarra
- Paul Westerberg – vocal, guitarra